# 독서삼품과
독서삼품과(讀書三品科)는 통일신라에서 시행된 한반도 최초의 관리 선발제도 즉, 준과거(準科擧)로서, 독서출신과(讀書出身科)라고도 한다. 신라의 국학(國學) 졸업생 및 재학생을 대상으로 치러졌으며 선발 요건은 학문 능력이었고, 특히 《효경》을 가장 우선하였다. 
열조 원성대왕 4년(788년) 종래의 골품제를 기초로 한 벌족(閥族) 본위의 인재 등용을 지양하여 학벌 본위의 관리 채용을 지향하기 위해 독서삼품과 제도를 실시하게 되었다. 문헌 기록에 따르면, 응시자는 독서의 성적에 따라 상·중·하의 삼품(三品)과 특품(特品)으로 나누어 채용되었다.
골품제의 제약과 진골 귀족의 견제에 의해 큰 실효는 거두지 못하였다. 하지만 독서삼품과로 인해 전투 중심의 신라 사회를 문치주의로 바꾸는 계기가 되어 훗날 고려가 유교를 확립하고 과거 제도를 도입하는 계기가 되었다. 

## 시험과목
- 상품(上品) : 《춘추좌씨전》, 《예기》 또는 《문선》을 읽어서 능히 그 뜻을 통하고 《논어》, 《효경》에 밝은 자.
- 중품(中品) : 《곡례(曲禮)》, 《논어》, 《효경》을 읽은 자.
- 하품(下品) : 《곡례》, 《효경》을 읽은 자.
- 특품(特品) : 《오경(五經)》, 《삼사(三史)》[2], 제자백가서(諸子百家書)에 통한 자가 있으면  우선 기용한다.

## 의의
독서삼품과는 관리의 임명을 기존의 골품에 토대를 둔 귀족세력의 상하관계에서 결정한 것이 아니라, 새로운 사회윤리와 정치사상으로서의 유학을 공부한 학문적 능력에 기준을 두었기 때문에 그 의의가 크다. 비록 신라 하대에 이르러 신분적 폐쇄성이 증가하고 도당유학생의 적극적인 대두로 인해 독서삼품과가 소기의 성과를 거두지는 못했지만 고려시대에 본격적으로 시행된 과거제도의 선구적 제도로서의 역사적 위치와 의미는 크다고 할 수 있다.

## 같이 보기
- 국학
- 과거 제도